# Luis Jiménez (bispo)
Luis Jiménez (1586–1636) foi um prelado católico romano que serviu como bispo de Ugento (1627–1636).

## Biografia
Luis Jiménez nasceu em Cuenca, Espanha, e foi ordenado sacerdote na Ordem da Bem-Aventurada Virgem Maria da Misericórdia.
No dia 3 de junho de 1627, foi escolhido (nomeado) Bispo de Ugento pelo rei Filipe IV da Espanha e, a 30 de agosto de 1627, confirmado pelo Papa Urbano VIII. No dia 8 de setembro de 1627, foi consagrado bispo por Cosimo de Torres, cardeal-sacerdote de San Pancrazio com Giuseppe Acquaviva, arcebispo titular de Thebae, e Francesco Nappi, bispo de Polignano, como co-consagradores. Serviu como Bispo de Ugento até à sua morte em 1636.